# 1423
1423 (MCDXXIII) a fost un an comun al calendarului iulian, care a început într-o zi de vineri.

## Evenimente
- 31 iulie: Războiul de 100 de ani. Bătălia de la Cravant (Franța). Victorie a englezilor conduși de Thomas Montacute și sprijiniți de burgunzi asupra francezilor, scoțienilor și bretonilor. Comandantul scoțian John Stewart cade prizonier.

## Nașteri
- 3 iulie: Ludovic al XI-lea al Franței (d. 1483)

## Decese
- 23 mai: Antipapa Benedict al XIII-lea  (n. 1328)
- dată necunoscută: Ringala  (n. 1367)